# Matchen
Matchen kan även avse ett Oddset-spel från Svenska spel.
Matchen var en TV-serie enligt programformatet The Match som visades i TV4 under första halvan av 2006. Serien var ett samarbete mellan Svenska Fotbollförbundet, TV4 och SOS Barnbyar för att stödja och skänka pengar till SOS Barnbyar. 
Serien handlade om ett lag bestående av kändisar namgett Allstars BK som ska träna tillsammans under tio dagar, för att möta Sveriges fotbollslandslag från VM 1994 som bland annat består av Martin Dahlin, Tomas Brolin och Kennet Andersson. Tränare för kändislaget är Magnus Hedman och Rolf Zetterlund. Tittarna fick följa lagets träning i sex stycken avsnitt och sedan i det sjunde och sista, den 31 maj 2006 spelades matchen mellan VM-laget 1994 och kändislaget Allstars BK. Allstars gav VM-laget en match och resultatet var 0-0 efter full tid. Matchen avgjordes på straffar där VM-laget till slut vann med 2-1.
Kändislaget Allstars BK bestod av:
- Per Ledin
- Ola Svensson
- Patrick Ekwall
- Dogge Doggelito
- Olle Sarri
- Matti Berenett
- Thomas Hanzon
- Thomas Bodström
- César Vidal
- Karl Martindahl
- Johnny Ekström
- Martin Björk
- Peder Ernerot
- Niklas Anger
- Bojan Djordjic
- Pär Zetterberg